# Cestohowa
Cestohowa – miejscowość w USA, w południowej części stanu Teksas, na południowy wschód od San Antonio, w hrabstwie Karnes. Osada rolnicza, założona w 1873 przez 40 rodzin Górnoślązaków z pobliskiej (oddalonej o około 5 mil / 8 km na południe) miejscowości Panna Maria. Nazwa miejscowości to fonetyczny zapis brzmienia nazwy polskiego miasta Częstochowa w teksańskiej odmianie dialektu śląskiego.
W latach 1877–78 wybudowano kościół. W latach 1883–1918 Cestohowa miała własną pocztę. Publiczna szkoła powstała z przekształcenia szkółki parafialnej w roku 1937 i z przerwami działała do późnych lat siedemdziesiątych XX wieku.